# Rena (Espanha)
Rena é um município da Espanha na comarca das Vegas Altas, província de Badajoz, comunidade autónoma da Estremadura, de área 10,8 km². Em 2021 tinha 607 habitantes (densidade: 56,2 hab./km²).

## Demografia
| Variação demográfica do município entre 1991 e 2004 | Variação demográfica do município entre 1991 e 2004 | Variação demográfica do município entre 1991 e 2004 | Variação demográfica do município entre 1991 e 2004 |
| --------------------------------------------------- | --------------------------------------------------- | --------------------------------------------------- | --------------------------------------------------- |
| 1991                                                | 1996                                                | 2001                                                | 2004                                                |
| 676                                                 | 677                                                 | 652                                                 | 645                                                 |